# Räddningstjänsten Östra Skaraborg

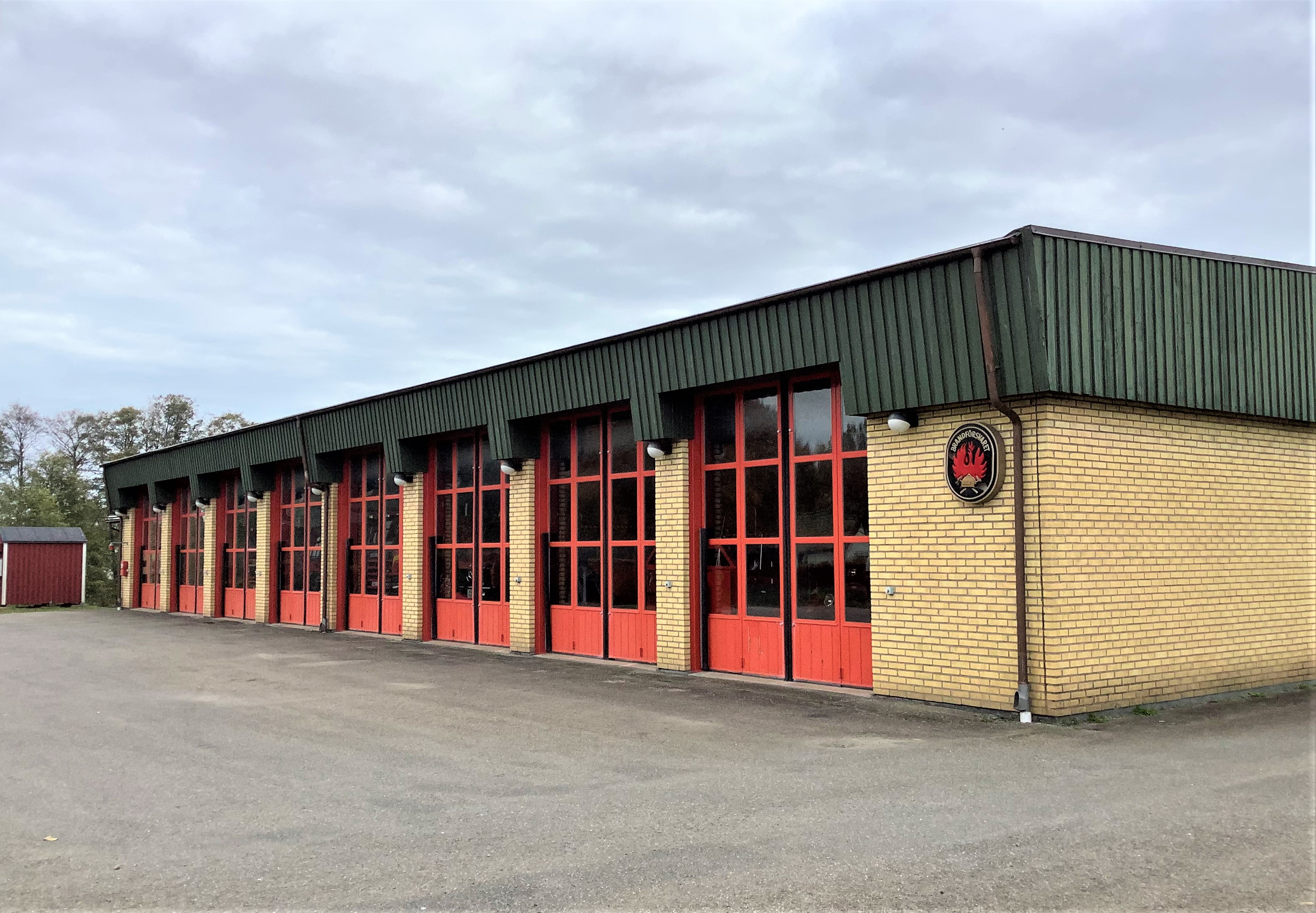
Hjo brandstation

Räddningstjänsten Östra Skaraborg är en räddningstjänst i norra delen av Västra Götalandsregionen. Den leds av ett kommunalförbund, som har sju medlemmar: Gullspångs kommun, Hjo kommun, Karlsborgs kommun, Mariestads kommun, Skövde kommun, Tibro kommun och Töreboda kommun.
Huvudkontoret ligger på Skövde brandstation.
Kommunalförbundet har ett övningsfält på 25 hektar i Hasslum i utkanten av Skövde.

## Brandstationer hel- och deltidsbrandkårer

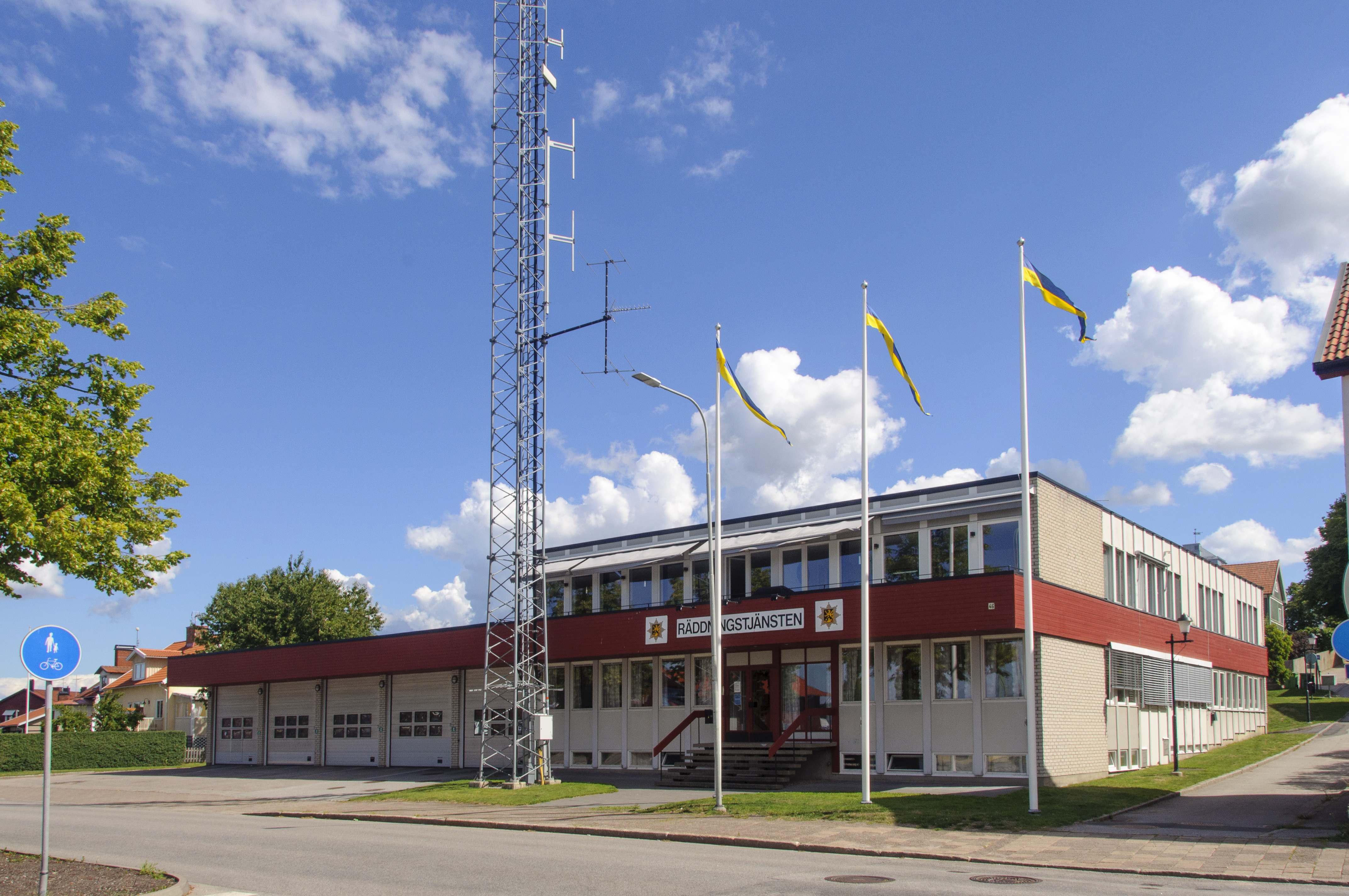
Mariestads brandstation

- Mariestad (heltidsbrandkår)
- Skövde (heltidsbrandkår)
- Gullspång (deltidsbrandkår)
- Hjo (deltidsbrandkår)
- Hova (deltidsbrandkår)
- Karlsborg (deltidsbrandkår)
- Tibro (deltidsbrandkår)
- Töreboda (deltidsbrandkår)

## Värn
- Blikstorp (räddningsvärn)
- Moholm (räddningsvärn)
- Undenäs (räddningsvärn)
- Timmersdala (räddningsvärn)
- Brommö (sommarräddningsvärn)
- Storön (sommarräddningsvärn)
- Swedish Rescue Traning Centre i Skövde AB, Hasslum i Skövde (industribrandförsvar, räddningsvärn)
- Volvo Powertrain, Skövde (industribrandförsvar, räddningsvärn)
- Försvarets materielverk Karlsborg, Karlsborg (industribrandförsvar, räddningsvärn)
- Metsä Tissue, Mariestad (industribrandförsvar, räddningsvärn)